# Glória Pondé
Glória Maria Fialho Pondé (24 de janeiro de 1948 – 6 de novembro de 2006) foi uma intelectual e gestora pública brasileira.

## Biografia
Graduou-se na Faculdade de Letras da UFRJ, onde também fez seu mestrado e doutorado em Literatura Brasileira, com enfoque na literatura infantil, tema ao qual dedicaria a sua carreira. Fundou o departamento de literatura infantil na UFRJ e foi professora titular na Universidade Federal Fluminense. Fez pós-doutorado École des Hautes Etudes en Sciences Sociales, na França.
Em 1978, começou a trabalhar na Fundação Nacional do Livro Infantil e Juvenil (FNLIJ). Ministrou cursos de literatura infantil e juvenil em vários estados e integrou a equipe da Ciranda de Livros. Também ajudou a elaborar as pesquisas que levariam ao projeto Salas de Leitura. Foi diretora da FNLIJ entre 1984 e 1986, sucedendo a Laura Sandroni. Na década de 1990, foi uma das criadoras do Programa Nacional de Incentivo à Leitura (Proler).

## Prêmio
Em 2008, a Biblioteca Nacional do Brasil instituiu o Prêmio Glória Pondé, oferecido a cada ano à melhor obra de literatura infantil e juvenil publicada no período. O Fazedor de Velhos, de Rodrigo Lacerda, foi o vencedor no primeiro ano.

## Principais obras
- Realidade para Crianças e Jovens (Comunicação, 1982)
- A leitura e a formação do leitor: questões culturais e pedagógicas (Antares, l984)
- A arte de fazer artes - Como escrever histórias para crianças e adolescentes (Nórdica, 1985)
- Leitura e leituras da literatura infantil, com Eliana Yunes (FTD, 1998)

### Artigos
- Poesia para Crianças: a mágica da eternainfância. In: KHÉDE, Sonia Salomão (Org.). Literatura Infanto-Juvenil: um gênero polêmico (Mercado Aberto, 1986)
- Poesia e Folclore para a Criança. In:ZILBERMAN, Regina, (Org.). A Produção Cultural para a Criança (Mercado Aberto, 1990)